# Ryjonos jawajski
Ryjonos jawajski (Melogale orientalis) – gatunek niewielkiego ssaka drapieżnego z rodziny łasicowatych. Występuje endemicznie na Jawie w Indonezji.